# Förhållandet mellan vetenskap och religion
Förhållandet mellan vetenskap och religion handlar dels om var gränsen för vetenskapens räckvidd ska dras,  dels om hur gränslandet mellan vetenskap och religion ser ut. Den första frågeställningen behandlas inom vetenskapsteorin och kallas demarkationsproblemet. Den andra frågeställningen kan antingen besvaras som ett motsatsförhållande där vetenskap och religion står i strid med varandra (den så kallade konflikttesen) eller som ett givande och tagande där vetenskapen och religionen korsbefruktar varandra. 
Inom vetenskap, i synnerhet naturvetenskap, tillämpas metodologisk naturalism, det vill säga man studerar endast naturens lagbundenhet och formulerar inte hypoteser och förklaringar som innefattar övernaturliga (icke lagbundna) fenomen. Enligt vissa vetenskapsteoretiker hamnar därmed övernaturliga fenomens eventuella existens utanför naturvetenskapens räckvidd. Metodologisk naturalism tillämpas inte fullt ut inom parapsykologi men vanligen inom religionsvetenskap.

## Historia
Några tidiga trossystem som grundade sig på empirism, logik och koherens etablerades i det antika Grekland. Dessa filosofier saknade gudar, andar och andra övernaturliga element. Thales från Miletos betraktas ofta som den västerländska vetenskapens grundare. Hans idé att inte acceptera gudar inom vetenskapen ledde till att man sökte naturliga förklaringar till naturfenomen. Det friare, logiskt grundade och icke-doktrinära kunskapssökandet resulterade i en mycket stark kunskapsutveckling på förhållandevis kort tid.
Nybildade eller expanderande religioner kan ibland medföra att vetenskap, kultur och bildning ökar i spridning. Enligt en uppfattning hände detta under islams expansion de första århundradena efter Muhammed. I öster samlade muslimska tänkare och filosofer in stora mängder vetenskaplig eller filosofisk litteratur i takt med islams expansion och erövringar. På ett liknande sätt har västerländsk kultur, teknologi och vetenskap spridits när kristendomen bredde ut sig över världen, till följd av migration, erövringar och mission. 
Under medeltiden växte universitetsväsendet i Västeuropa fram. Framväxten var starkt kopplad till den katolska kyrkan och den kristna trons spridning norrut. Teologi och filosofi var de mest centrala ämnena. En viktig del av studierna var att formulera den kristna tron med hjälp av den antika filosofins (främst Platons och senare Aristoteles) terminologi. Arbetet kom i många fall att medföra en starkt konservativ vetenskapssyn. Kyrkans stora politiska inflytande medförde normer av trosmässig vetenskaplig likriktning. Vissa antika uppfattningar om exempelvis fysikaliska förhållanden gjordes till en del av den kristna trosläran, medan rön som stred mot kristna urkunder blev blasfemiska. Detta fick till följd att nya vetenskapliga rön motarbetades och vetenskapsmän som Galileo Galilei och Nicolaus Copernicus motarbetades och trakasserades då deras forskningsresultat avvek från den av kyrkan då sanktionerade världsbilden. 
Socinianismen var en kristologisk lära utvecklad av bland annat italienaren Fausto Sozzini (1539-1604). Han menade att Bibelns innehåll måste underkastas förnuftet. Socinianismen förkastade treenighetsläran.
Under 1600- och 1700-talen fick den empiriska metoden genomslag bland Europas lärda och man började finna svar på allt fler frågor utan att behöva tillgripa övernaturliga förklaringar. Religionens status började därigenom småningom att urholkas, inte minst genom 1700-talets upplysningsrörelse. Många religioner som tillkommit sedan dess – som exempelvis bahá'í-tron – anser att religion och vetenskap måste samverka och utvecklas parallellt för att samhället ska kunna utvecklas på ett harmoniskt sätt., . I andra fall – särskilt i kristna kretsar i USA – förklarade religiösa företrädare "krig" mot vetenskapsmän som Charles Darwin liksom mot Gregor Mendels upptäckter, när dennes rön återupptäcktes i början av 1900-talet. Organisationer som Christian Science uppstod i USA i slutet av 1800-talet, som ett försök att bekämpa de vetenskaper och vetenskapliga rön som man uppfattade som stridande mot Bibeln och den kristna trosläran.
På ett liknande sätt har konservativa uppfattningar inom islam bidragit till att den muslimska världen tillhör världens minst vetenskapsorienterade områden och omfattar en av världens minst utbildade befolkningar. I Afrika ställer traditionell tro på voodoo, magi och shamaner till problem med spridandet av modern kunskap, inte minst om medicin. Även asiatiska världsreligioner har resulterat i liknande perioder av kunskapsmässig och filosofisk stagnation. För Kinas del har många bedömare pekat på att daoismen, och i Japan shinto, stärkte de konservativa och isolationistiska föreställningar som rådde före Meiji-restaurationen.